# Kurt Schindler (Dirigent)

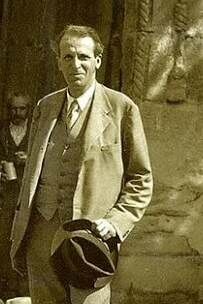
Kurt Schindler 1932

Kurt Schindler (* 17. Februar 1882 in Berlin; † 16. November 1935 in New York) war ein deutsch-US-amerikanischer Dirigent und Komponist.
Kurt Schindler studierte Musik in Berlin sowie in München u. a. bei Ludwig Thuille und Conrad Ansorge. 1902 debütierte er als Komponist auf dem Musikfestival in Krefeld. Dort lernte er bedeutende Kollegen wie Gustav Mahler, Karl Adolf Lorenz sowie Richard Strauss kennen, denen er z. T. noch jahrelang freundschaftlich verbunden blieb. Nach Assistenzstellen als Dirigent an der Stuttgarter Oper, der Hofoper Unter den Linden unter Richard Strauss sowie in Würzburg emigrierte Schindler 1905 in die USA. In New York fungierte er von 1905 bis 1908 als Assistent des Chorleiters an der Metropolitan Opera. Anfang Juni 1908 nahm er am Münchener Tonkünstlerfest teil, wo in den beiden Kammermusikkonzerten fünf Lieder von ihm aufgeführt wurden. 1909 gründete er den 160-köpfigen MacDowell Choir (später in Schola cantorum umbenannt) (1909–1926), der zeitgenössische Werke, Alte und Volksmusik interpretierte und bis 1920 unter seiner Leitung stand. Mit dem New York Philharmonic Orchestra arbeitete der Chor häufig zusammen und wirkte u. a. 1912 bei der US-amerikanischen Uraufführung von Debussys Le Martyre de Saint Sébastien mit. 
In seiner Tätigkeit als Herausgeber von Arrangements für Chor sowie als Musikwissenschaftler widmete sich Schindler vorrangig russischer, spanischer und jiddischer Volksmusik. 1919 sowie 1928–1930 bereiste er Europa, insbesondere Spanien und Portugal, wo er eine umfangreiche Volksmusiksammlung anlegte.